# لاجوردی

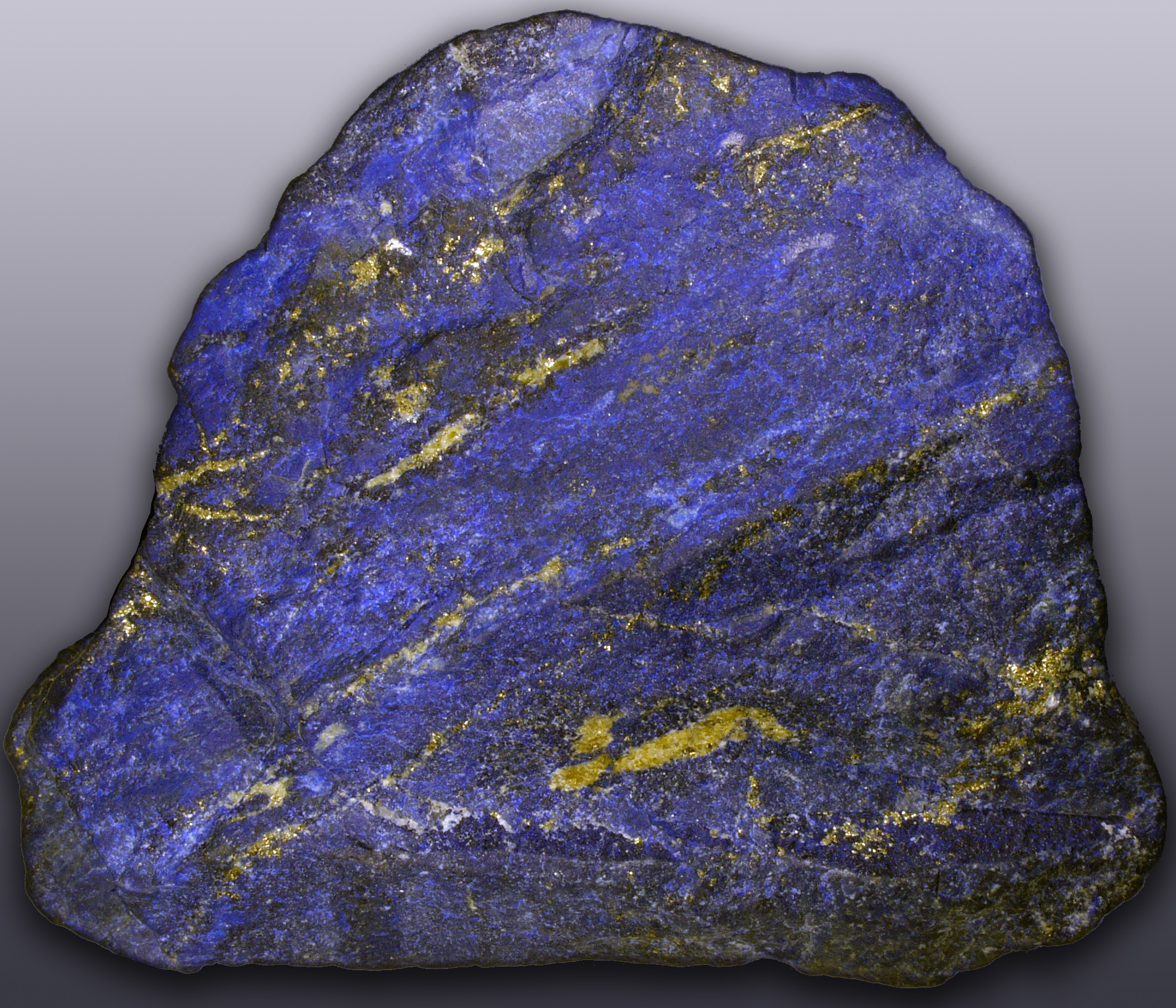
تصویر از سنگ لاجوردی

لاجوردی یکی از سایه‌های رنگ آبی است که به رنگ سنگ لاجورد است. رنگ لاجوردی در معماری ایرانی و کشورهای محدودهٔ حوزهٔ خلیج فارس رنگی رایج است. آبی لاجوردی، از سنگ لاجورد که در معادن ایران و افغانستان وجود دارد رنگ می‌گیرد. رنگ آبی نیلی نیز از این مادهٔ معدنی گرفته می‌شود. رنگ آبی شیشه‌های رنگی در بسیاری از ابنیهٔ قدیمی لاجوردی است.
لاجوردی را در زبان‌های انگلیسی، فرانسوی و بسیاری از زبان‌های دیگر، «آبی ایرانی» (انگلیسی: Persian blue؛ فرانسوی: bleu persan) می‌نامند. این رنگ برای اولین بار در سال ۱۶۶۹ میلادی در انگلستان، «آبی ایرانی» نامیده شد.

## سایه‌های لاجوردی
- لاجوردی: رنگ کاملاً آبی
- لاجوردی ملایم: آبی لاجوردی که همراه با سایه‌هایی از رنگ خاکستری و نیلی است.
- لاجوردی تیره: که به آن «آبی عمیق» نیز می‌گویند. به این رنگ در طراحی وب، «آبی نیلی» یا «آبی پرطاووسی» نیز گفته می‌شود.
- سبز لاجوردی:سبز تیره با سایه هایی از سبز کله غازی است

## لاجوردی در فرهنگ و هنر

### معماری تاریخی
استفاده از رنگ‌های خانواده آبی در معماری ایرانی و توجه ویژه به آن، نشان از توجه فرهنگ و هنر این سرزمین به انرژی کهکشان‌ها و آرامشی است که به وسیله آن می‌توان زندگی بهتری را برای خود و دیگری رقم زد. بنابراین رنگ در دنیای ایران باستان همواره بر آرامش و زندگی برآمده از انرژی کائناتی تاکید داشته است که امروزه نیز به وضوح دیده می‌شود. از رنگ آبی لاجوردی در بسیاری از اماکن باستانی و یا اشیای بجا مانده در آن ها مثل: تپه سیلک کاشان، تپه هگمتانه، تپه مارلیک، پاسارگاد، کاخ شاهی (کاخ شوش)، تخت جمشید، نقش رستم، کاخ اردشیر، زیگورات چغازنبیل دیده میشود.

### معماری سنتی
یکی از ویژگی‌های معماری سنتی ایرانی، آمیخته شدن با دنیای رنگ‌هاست. وقتی از رنگ در معماری ایرانی حرف می‌زنیم، منظور هویتی است که به واسطه آن پدید می‌آید. تاریخ ایران پر از رنگ‌های است که بر اساس اعتقادات و احساسات مردم رقم زده شده است. در واقع رنگ یک جایگاه مقدس و ویژه نزد ایرانیان داشته است که به وسیله آن می‌توانستند اصالت خود را حفظ کنند. در تزئینات داخلی بسیاری از مسجدها در ایران، مانند مسجد امام در اصفهان، از کاشیهای لاجوردی استفاده شده‌است.

### نیروهای نظامی
لاجوردی تیره، که به‌ندرت آن را «آبی هنگ» نیز می‌نامند، برای اولین بار در سال ۱۹۱۲ به‌عنوان رنگ رسمی لباس نیروهای دریایی توسط کشورهای مختلف انتخاب شد. دلیل انتخاب لاجوردی تیره، روانشناسی رنگ، آسان و ارزان بودن رنگرزی پارچه‌ها و دوام آن بود.

### قالی ایرانی
لاجوردی روشن، یکی از رنگ‌های پرکاربرد در قالی‌های ایران است.

## لاجوردی در لباس و پوشاک
دسته چاقوی به دست آمده از شهر باستانی شوش (۵ تا ۶ هزار پ م)، نقاشی‌های غار هومیان، میرملای و دوشه لرستان نشان می‌دهد که ایرانیان اولین اقوامی بودند که رنگرزی را کشف کردند. در این آثار باستانی، لباس‌های رنگی مشاهده می‌شود.

### در دوران ساسانیان
یکی از ویژگی‌های لباس در دوره ساسانیان، تنوع رنگی آن‌هاست. رنگ لباس در دوره ساسانیان همواره بر تنالیته‌های آرامش‌بخش و آسمانی تاکید داشته است که به طور نمونه می‌توان به رنگ آبی و حتی رنگ سفید اشاره کرد. در دوران ساسانیان، از هفت رنگ برای رنگ‌آمیزی لباس و اشیاء استفاده می‌شد. رنگ آبی (بخصوص آبی لاجوردی)، قرمز و طلایی به عنوان سه رنگ اصلی بود. سایر رنگ‌ها شامل رنگ سفید، سبز، بنفش و نارنجی است.

### در دوران معاثر
رنگ آبی لاجوردی و سفید در کنار یکدیگر یادآور آسمان و دریا هستند. بخصوص اگر رنگ آبی آسمانی را با رنگ سفید در کنار یکدیگر ست کنید. علاوه بر آن، این دو رنگ لطافت و پاکیزگی را همراه خود دارند. با اینحال، در یک مقایسه آماری نشان داده شده است که استفاده از رنگ آبی لاجوردی در کنار رنگ سفید، نسبت به رنگ آبی روشن و سفید طرفداران بیشتری دارد. به نحوی که ست کردن رنگ آبی و سفید از جمله رنگ‌های پرطرفدار مجلسی است.
کت و شلوار یا پالتو آبی تیره می‌تواند با شلواری به رنگ خودش بیشترین هارمونی و برازندگی را ایجاد کند. همچنین شلوارهای سفید و مشکی هم می‌توانند مکمل خوبی برای ست با کت آبی نیروی دریایی باشند.